# 414026 Bochonko
414026 Bochonko è un asteroide della fascia principale. Scoperto nel 2007, presenta un'orbita caratterizzata da un semiasse maggiore pari a 2,2330192 UA e da un'eccentricità di 0,2073061, inclinata di 7,06413° rispetto all'eclittica.
Dal 5 gennaio al 5 marzo 2015, quando 417978 Haslehner ricevette la denominazione ufficiale, è stato l'asteroide denominato con il più alto numero ordinale. Prima della sua denominazione, il primato era di 402920 Tsawout.
L'asteroide è dedicato al professore universitario canadese Richard Bochonko.